# American Enterprise Institute
The American Enterprise Institute for Public Policy Research (AEI) – konserwatywny, amerykański think tank.

## Historia
Powstał w 1943 roku, jego założycielem był Lewis H. Brown. Statutową misją organizacji jest „obrona zasad i poprawa instytucji służących amerykańskiej wolności i demokratycznemu kapitalizmowi: ograniczona rola państwa, inicjatywa prywatna, wolność i odpowiedzialność jednostki, czujność i skuteczność w polityce obronnej i zagranicznej, odpowiedzialność polityczna oraz prawo do publicznej debaty.”. Powstał w 1943 roku, jego założycielem był Lewis H. Brown. Statutową misją organizacji jest „obrona zasad i poprawa instytucji służących amerykańskiej wolności i demokratycznemu kapitalizmowi: ograniczona rola państwa, inicjatywa prywatna, wolność i odpowiedzialność jednostki, czujność i skuteczność w polityce obronnej i zagranicznej, odpowiedzialność polityczna oraz prawo do publicznej debaty.”
AEI ma status amerykańskiej organizacji pozarządowej i jest finansowana ze środków prywatnych, otrzymywanych od rozmaitych fundacji, korporacji i osób prywatnych. Siedzibą AEI jest Waszyngton.
Osoby związane z AEI stanowiły zaplecze polityczne i intelektualne rządu George’a W. Busha, inicjując i współtworząc wiele projektów politycznych ekipy Republikanów. Ponad dwudziestu członków AEI zajmowało stanowiska albo bezpośrednio w rządzie Busha, albo w rządowych komisjach i innych gremiach.
Do prominentnych członków ekipy Busha kojarzonych z AEI należeli m.in.: były ambasador Stanów Zjednoczonych przy ONZ, John Bolton; była przewodnicząca i żona byłego wiceprezydenta USA Dicka Cheneya – Lynne Cheney; były spiker Izby Reprezentantów, Newt Gingrich; oraz były wicesekretarz obrony USA, Paul Wolfowitz. W latach 2002–2005 członkiem rzeczywistym AEI był były minister spraw zagranicznych RP, Radosław Sikorski. Do prominentnych członków ekipy Busha kojarzonych z AEI należeli m.in.: były ambasador Stanów Zjednoczonych przy ONZ, John Bolton; była przewodnicząca i żona byłego wiceprezydenta USA Dicka Cheneya – Lynne Cheney; były spiker Izby Reprezentantów, Newt Gingrich; oraz były wicesekretarz obrony USA, Paul Wolfowitz. W latach 2002–2005 członkiem rzeczywistym AEI był były minister spraw zagranicznych RP, Radosław Sikorski.
W zakresie polityki obronnej i zagranicznej, działalność AEI koncentruje się wokół tego, „w jaki sposób najlepiej promować na świecie wolność gospodarczą oraz interesy amerykańskie”. Pracownicy naukowi AEI opowiadali się zwykle za twardym stanowiskiem Stanów Zjednoczonych wobec zagrożenia, jakie stwarzały: Związek Radziecki w okresie zimnej wojny, Irak pod rządami Saddama Husajna, Chińska Republika Ludowa, Korea Północna, Iran, Syria, Wenezuela, Rosja oraz organizacje terrorystyczne takie jak al-Kaida i Hezbollah. Jednocześnie pracownicy naukowi AEI opowiadali się za zacieśnieniem współpracy Stanów Zjednoczonych z tymi państwami, których interesy, w ocenie AEI, są zgodne z amerykańskimi, tj.: Izraelem, Tajwanem, Indiami, Australią, Japonią, Meksykiem, Kolumbią, Wielką Brytanią oraz Polską i Gruzją.
AEI, obok lobbyingu politycznego i promowania amerykańskich wartości konserwatywno-liberalnych, walki z regulacją rynku (w tym subsydiami do produkcji rolnej), zasłynęła w ostatnich latach kontrowersyjnymi inicjatywami społecznymi. Finansowana m.in. przez amerykański sektor energetyczno-paliwowy, podważała fakt zmian klimatycznych i globalnego ocieplenia.
Oferowała także naukowcom zajmującym się zmianami klimatycznymi wynagrodzenia w zamian za naukową krytykę badań naukowych, świadczących o globalnym ociepleniu i przeciwstawiała się planom rządu USA mającym na celu ograniczenie emisji substancji szkodliwych dla środowiska.
Tego rodzaju zasady współpracy naukowej spotkały się z krytyką amerykańskich mediów, które zarzucały AEI korumpowanie środowisk naukowych.
W latach 1990–2006 stowarzyszenie wydawało czasopismo „The American Enterprise” zastąpione później tytułem „The American”.